# Belvidere, New Jersey
Belvidere är en kommun (town) i Warren County i delstaten New Jersey och har 2 681 invånare (2010). Belvidere är administrativ huvudort (county seat) i Warren County.